# بهتاش صناعی‌ها
بهتاش صناعی‌ها (زادهٔ ۳ بهمن ۱۳۵۷) نویسنده، کارگردان، و مستندساز اهل ایران است.

## زندگی
بهتاش صناعی‌ها در سال ۱۳۵۷ در شیراز زاده شد. او دانش‌آموخته کارشناسی رشتهٔ مهندسی عمران است. صناعی‌ها تحصیل در مقطع کارشناسی ارشد در رشته معماری را نیمه کاره رها کرد و پس از چند تجربه کارگردانی و بازیگری در تئاتر، مشغول به ساختن فیلم کوتاه، مستند، انیمیشن و تیزر تبلیغاتی شد. در کارنامهٔ هنری او نویسندگی و کارگردانی دو سریال انیمیشن و یک تله فیلم دیده می‌شوند. احتمال باران اسیدی نخستین فیلم سینمایی بهتاش صناعی‌ها است که موفق به دریافت جایزه بهترین فیلم‌نامه از سی و سومین دوره جشنواره فیلم فجر و همچنین نامزد سیمرغ بلورین بهترین فیلم هنر و تجربه از سی و سومین جشنواره فیلم فجر شده‌است. این فیلم همچنین جایزه استعداد درخشان انجمن منتقدان و نویسندگان سینمایی ایران و نیز جایزه نتپک (ارتقای سینمای آسیا) را برای صناعی‌ها به ارمغان آورد و در بیش از سی جشنواره بین‌المللی به روی پرده رفت.
در سال ۱۳۹۵ صناعی‌ها پس از احتمال باران اسیدی فیلم مستند بلند دیپلماسی شکست‌ناپذیر آقای نادری را به‌طور مشترک با مریم مقدم کارگردانی کرد که جوایز متعددی را در جشنواره‌های داخلی و بین‌المللی کسب کرد. او همچنین در سال ۲۰۱۸ به عنوان داور جایزه اینگمار برگمان در انتخاب شد.

## فیلم‌شناسی
| سال انتشار | عنوان                           | سِمَت                           |
| ---------- | ------------------------------- | ----------------------------- |
| ۱۳۹۳       | احتمال باران اسیدی              | نویسنده، کارگردان، تدوین      |
| ۱۳۹۵       | دیپلماسی شکست ناپذیر آقای نادری | نویسنده، تهیه‌کننده، کارگردان  |
| ۱۳۹۶       | موریانه                         | بازیگر، فیلمنامه‌نویس          |
| ۱۳۹۶       | رویاهای آشپزخانه                | تهیه‌کننده                     |
| ۱۳۹۸       | قصیده گاو سفید                  | کارگردان، فیلمنامه‌نویس، تدوین |
| ۱۴۰۲       | کیک محبوب من                    | کارگردان، فیلمنامه‌نویس، تدوین |

## جایزه‌ها
- کاندید بهترین فیلم‌نامه در سی و هشتمین دوره جشنواره فیلم فجر
- برنده جایزه بهترین فیلم‌نامه از سی و سومین دوره جشنواره فیلم فجر۱۳۹۳[۸]
- برنده جایزه استعداد درخشان (بهترین فیلمساز اول) از نهمین جشن انجمن منتقدان و نویسندگان سینمایی[۹]
- برنده جایزه نتپک (مؤسسه ارتقای سینمای آسیا) از کشور استرالیا ۲۰۱۵[۱۰]
- برنده جایزه ویژه هیئت داوران از فستیوال فیلم کلمبو ۲۰۱۵[۱۱]
- برنده جایزه ویژه تماشاگران از فستیوال فیلم پراگ ۲۰۱۵[۱۲]
- برنده تندیس بهترین فیلم «دیپلماسی شکست ناپذیر آقای نادری» جشنواره سینما حقیقت (هنر و تجربه)[۱۳]
- برنده تندیس بهترین مستند سال از جشن دنیای تصویر[۱۴]